# Kotoura-san
Kotoura-san (Tiếng Nhật: 琴浦さん)  là một bộ truyện tranh 4 khung được viết bởi Enokizu. Nó xuất hiện như một bộ trong tạp chí web Manga Goccha, và trên tạp chí truyện tranh Megami từ ngày 14 tháng 10 năm 2010 đến ngày 22 tháng 4 năm 2015. Micro Magazine sở hữu tạp chí web và cũng là nhà xuất bản của bộ này gồm 7 tập từ năm 2012 đến 2015. Kotoura-san là câu chuyện kể về một cô gái trung học 15 tuổi tên là Haruka Kotoura, một người có khả năng đọc được suy nghĩ của người khác. Ở thời niên thiếu, cô ấy có một cuộc sống tồi tệ nhưng mọi thứ khởi sắc khi cô ấy làm bạn với những người chấp nhận năng lực của chính mình. Một gã con trai tên là Yoshihisa Manabe cuối cùng cũng có một sự quan tâm lãng mạn dành riêng cho cô ấy.

## Tổng quát
Một phiên bản chuyển thể từ manga thành anime truyền hình thực hiện bởi AIC Classic đã phát sóng từ ngày 11 tháng 1 năm 2013 đến ngày 29 tháng 3 năm 2013. Tất cả mười hai tập đã được phát sóng và bao gồm 5 câu chuyện ngắn được thêm vào, được gọi là Haruka's Room (春香の部屋, Haruka no Heya).

## Cốt truyện
Haruka Kotoura là một cô gái 15 tuổi người mà khi sinh ra đã có năng lực đọc được suy nghĩ của người khác. Là một đứa trẻ, cô thốt ra những gì mọi người xung quanh cô đang nghĩ, mà không biết rằng những suy nghĩ đó kết nối đến cảm xúc thật của con người. Chẳng mấy chốc, cô ấy bị bạn bè ở trường chế nhạo và mất đi tất cả. Sự căng thẳng leo thang trong gia đình cô ấy khi mà mẹ cô bỏ rơi cô sau khi cô vô tình cho thấy một chuyện tình giữa hai người. Haruka trở thành một cô gái sống cô độc khi cô cố giữ khoảng cách giữa mình với tất cả mọi người và cho rằng chính cô ấy chỉ mang đến vận xui cho người khác.
Mọi thứ bắt đầu thay đổi khi cô ấy bắt đầu học ở trường mới và gặp được một chàng trai tên là Yoshihisa Manabe. Anh ấy không ngạc nhiên trước khả năng của Haruka nhưng lại là kẻ luôn chơi cô ấy bằng những suy nghĩ đen tối trong đầu. Yoshihisa đưa ra lời đề nghị làm bạn và hứa sẽ ở bên cô ấy dù có chuyện gì xảy ra đi nữa. Anh ấy giúp cô ấy kết bạn mới và họ tạo thành Hội nghiên cứu ESP. Cuộc sống của Haruka bắt đầu thay đổi hoàn toàn theo chiều hướng tích cực mà cô ấy chưa từng có. Cuối cùng, cô ấy đã có thể vượt qua sự chế nhạo mà cô ấy đã phải chịu đựng, và đối mặt với mẹ về quá khứ của cô. Câu chuyện kết thúc với lời tỏ tình của cô ấy với Yoshihisa dưới sự giúp sức của những người bạn.

## Nhân vật

### Nhân vật chính
Haruka Kotoura (琴浦春香, Kotoura Haruka)
Lồng tiếng bởi: Hisako Kanemoto
Haruka là một cô gái mười lăm tuổi người mà sinh ra đã có khả năng đọc suy nghĩ của người khác ở độ tuổi thiếu niên. Cô ấy trở thành một kẻ bị ruồng bỏ bởi bạn bè cùng lớp (kể cả bạn thân) khi cô bắt đầu thốt ra suy nghĩ của họ mà không nhận ra rằng đó là những cảm xúc thật của họ mà họ không muốn bị tiết lộ. Mẹ cô cuối cùng bỏ rơi cô khi cô mù tịt phơi bày về một vụ ngoại tình của bố mẹ mình. Điều này đã đưa Haruka kết luận rằng cô ấy chỉ mang đến rắc rối cho mọi người, và cách tốt nhất để tránh làm tổn thương cho bản thân hoặc người khác là khép kín trái tim của mình với mọi người. Khi cô ấy chuyển vào trường cao trung, cô ấy đã gặp một chàng trai tên là Yoshihisa Manabe, người thừa nhận cô có khả năng đọc suy nghĩ. Cậu ấy đã giúp cô ấy kết bạn với một nhóm mà làm cho cô ấy có thể là chính mình. Cô ấy có một nhược điểm là đỏ mặt khi đọc những suy nghĩ đen tối của Yoshihisa. Qua series cô ấy nảy nở những tình cảm lãng mạn với Manabe và hai người bày tỏ tình cảm của họ cho đối phương ở cuối câu chuyện.
Yoshihisa Manabe (真鍋義久, Manabe Yoshihisa)
Lồng tiếng bởi: Jun Fukushima
Yoshihisa là một người bạn cùng lớp với Haruka, người mà không cảm thấy phiền bởi khả năng đọc suy nghĩ của cô ấy. Cậu ấy là một người có trái tim nhân hậu, nhưng lại thường xuyên cho cô ấy đọc những suy nghĩ đen tối của anh ấy để trêu chính cô ấy. Anh ấy đã bày tỏ tình yêu chân thành của mình đến với Haruka, người mà anh ấy quan tâm sâu sắc khi anh ấy trò chuyện với Moritani. Yoshihisa cố gắng hết sức để hiểu vấn đề của cô ấy trong khi anh ấy cố gắng đi sâu vào quan hệ của họ. Anh ấy phấn khởi về một mối quan hệ không có hứa hẹn với ông ngoại Zenzou của Haruka, người mà khuyến khích suy nghĩ đen tối của cậu ấy để có thể kết hôn với cháu gái của ổng. Yoshihisa cuối cùng bày tỏ tình yêu của mình với Haruka cuối câu chuyện sau khi bị Haruka mắng khi không nói điều đó sớm. 
Yuriko Mifune (御舟百合子, Mifune Yuriko)
Lồng tiếng bởi: Kana Hanazawa
Yuriko là chủ tịch, và cũng là người thành lập Câu lạc bộ nghiên cứu ESP. Cô ấy mời Haruka nhờ về khả năng của cổ để tham gia, nhưng ban đầu cô ấy cũng có 1 lí do không thể nói ra để làm như vậy. Cô ấy rất kiên trì chứng minh mẹ của cô và gia đình cô sau khi người mẹ tâm linh tự tử. Các phương tiện truyền thông đã buộc tội mẹ cô ấy là kẻ lừa đảo, vì vậy cô ấy đã kết thúc cuộc sống của mình để thoát khỏi sự chế nhạo liên tục, bỏ rơi đứa trẻ Yuriko đang phá phách. Yuriko tìm thấy một cơ hội ở Haruka, và chỉ cho cậu ấy xem những suy nghĩ mà cô ấy muốn cậu ấy xem. Trong se-ri, cô xem Haruka như một người bạn tốt, người mà khiến cho cô ấy thừa nhận ra sự ích kỷ của cô ấy như thế nào mà cô ấy không được để mình tha thứ. Yuriko cũng không được đền đáp lại tình cảm với Daichi Muroto, người bạn thời thơ ấu của cô ấy.